# Melitta Mitscherlich
Melitta Mitscherlich (geb. Behr; * 1906 in Würzburg; † 1992 in Frankfurt am Main) war eine deutsche Ärztin, frühe Psychoanalytikerin, und Wegbereiterin der Psychosomatik im Nachkriegsdeutschland.

## Leben und Wirken
Melitta Behr wurde 1906 in Würzburg geboren. Ihr Vater war der naturheilkundliche Arzt Valentin Behr.
Sie studierte, der Familientradition folgend (und weil das für Frauen nun möglich war; siehe dazu Medizinstudium), Medizin in Frankfurt, München und Berlin. Auf einer Reise nach Prag lernte sie 1929 den Buchhändler und Geschichtsstudenten, und späteren Psychoanalytiker Alexander Mitscherlich kennen. 1932 promovierte sie zum Dr. med. und heiratete Mitscherlich am 29. März 1932 in Berlin. Am 6. Juni 1932 kam ihr erstes Kind, die Tochter Monika (später verh. Monika Seifert), zur Welt. Kurze Zeit nach der Geburt einer zweiten Tochter (Barbara, November 1933) trennte sich das Ehepaar. Melitta Mitscherlich zog mit den beiden Kindern nach Bad Kissingen, wo sie die ärztliche Leitung des Sanatoriums übernahm, das ihr Vater dort betrieb. Erst 1936 wurde die Ehe geschieden.
Parallel zu ihrer Tätigkeit als Ärztin, die sie nur in den Sommermonaten ausübte, studierte sie in den Wintersemestern der Kriegsjahre bis 1945 Philosophie in Freiburg. Maßgeblich für ihre weitere Entwicklung wurde aber die Psychoanalyse, deren Beschränkung auf das gesprochene Wort sie jedoch als einengend und reduktionistisch empfand. Sie bezog den Körper ihrer Patienten – Haltung, Ausdruck, Bewegung – methodisch in ihr Therapiekonzept ein und zählt damit zu den ersten Ärzten, die die neue Fachrichtung der Psychosomatik begründeten. Ihr therapeutischer Leitsatz lautete: „Die Bewegung ist früher als die Sprache. Sie ist Körpersprache.“
Nach dem Krieg wirkte Melitta Mitscherlich zunächst als Ärztin an der renommierten Klinik Tiefenbrunn. Ihre psychoanalytische Ausbildung erhielt sie am Göttinger Institut für Psychoanalyse, wo sie Schülerin von Margarete Seiff war.
Anschließend baute sie in Düsseldorf eine eigene Praxis auf, in der sie auch wissenschaftliche Projekte durchführte. So betrieb sie z. B. im Auftrag der Deutschen Forschungsgemeinschaft mehrjährige Studien über extrapyramidale Bewegungsstörungen, die damals für unheilbare Erbkrankheiten gehalten wurden. Sie aber behandelte diese Torticollis-Patienten unter Einbezug der Psychoanalyse, erzielte erstaunliche Erfolge und erschloss so wichtige nosologische Erkenntnisse. Damit wurde sie zu einer Pionierin der Psychosomatik in Deutschland und vertrat diese Disziplin, unter Weiterführung ihrer praktischen Arbeit, als Honorarprofessorin an der Universität Düsseldorf.
Melitta Mitscherlichs wissenschaftliche Schriften sind in Fachzeitschriften, Forschungsberichten, Kongressakten und Sammelbänden erschienen. Eine Zusammenfassung der einzelnen Ergebnisse ihrer Forschungen und praktischen Erfahrungen in einer Gesamtdarstellung kam nicht mehr zustande.
Neben ihren Tätigkeiten als Ärztin und Wissenschaftlerin in Forschung und Lehre war Melitta Mitscherlich lange Zeit aktives Mitglied der Humanistischen Union. Sie vertrat die Auffassung, dass Psychologie niemals unpolitisch sein kann, weil viele psychische und psychosomatische Leiden in den Lebensbedingungen wurzeln, insbesondere in denen der Kinder. Deshalb engagierte sie sich bei Kongressen der Humanistischen Union wie etwa 1973 in Köln zum Thema Kinderfeindlichkeit in der Bundesrepublik.
Mitscherlich war außerdem eine Mitstreiterin von Joseph Beuys und Gründungsmitglied des Fördervereins für die von Beuys initiierte Free International University.
Ihre letzten Lebensjahre verbrachte sie  im anthroposophischen Altersheim „Haus Aja Textor-Goethe“ in Frankfurt.

## Schriften
- Ein Fall von Torticollis spasticus. In: Zeitschrift für Psychosomatische Medizin, Band 8 (1962), S. 255–267.
- The psychic state of patients suffering from Parkinsonism. In: Advances in Psychosomatic Medicine, vol. 3 (1963), pp. 203–207.
- Zur Psychoanalyse des Torticollis spasticus. In: Der Nervenarzt, Band 42 (1971), S. 420–426.
- Spasmodic Torticollis. In: Psychotherapy and Psychosomatics, volume 19 (1971), pp. 62–75.
- Die Psychoanalyse im Rahmen der psychosomatischen Medizin. In: Zeitschrift für Psychosomatische Medizin, Band 18 (1972), S. 220–232.
- Analytische Behandlung von Hyperkinesen. In: Medizinische Welt, Jahrgang 1972, S. 167–180.
- Ein Beitrag zur Frage der Alexithymie. In: Therapiewoche. Offizielles Organ der Deutschen Therapiewoche, Band 26 (1976), S. 909–915.
- Die Bedeutung des Übergangsobjektes für die psychosomatische Theorie. In: G. Overbeck / A. Overbeck (Hg.): Seelischer Konflikt – körperliches Leiden. Rowohlt, Hamburg 1978.
- Die Bedeutung des Übergangsobjekts für die Entfaltung des Kindes. In: Christian Eggers (Hrsg.): Bindungen und Besitzdenken beim Kleinkind. München 1984, S. 185–201.

## Nachweise
1. ↑  Lou Andreas-Salomé Institut für Psychoanalyse und Psychotherapie
2. ↑  Tagesgeschichte In: Klinische Wochenschrift Band 55, Heft 6, S. 293–294, doi:10.1007/BF01484732.
3. ↑  Günter Herzog: Als Beuys für Polke schrieb. In: Frankfurter Allgemeine Zeitung, 30. April 2009

| Personendaten    | Personendaten                                     |
| ---------------- | ------------------------------------------------- |
| NAME             | Mitscherlich, Melitta                             |
| ALTERNATIVNAMEN  | Behr, Melitta (Geburtsname)                       |
| KURZBESCHREIBUNG | deutsche Medizinerin, Pionierin der Psychosomatik |
| GEBURTSDATUM     | 1906                                              |
| GEBURTSORT       | Würzburg                                          |
| STERBEDATUM      | 1992                                              |
| STERBEORT        | Frankfurt am Main                                 |